# Clelia Rondinella
Clelia Rondinella (Napoli, 6 aprile 1963) è un'attrice italiana.

## Biografia
Nata a Napoli nel 1963, figlia di Luciano Rondinella e nipote di Giacomo Rondinella, cantanti, inizia la carriera nel cinema in piccole parti in film di ambiente partenopeo diretta da Ciro Ippolito. In televisione debutta sotto la regia di Luigi Comencini nel 1983 con Il matrimonio di Caterina.
Quasi sempre scelta per parti secondarie — ma significative — lavora diretta tra gli altri da: Nanni Loy, Mario Monicelli, Mauro Bolognini, Massimo Troisi e Giuseppe Tornatore.

## Filmografia

### Cinema
- Lacrime napulitane, regia di Ciro Ippolito (1981)
- Pronto... Lucia, regia di Ciro Ippolito (1982)
- Il matrimonio di Caterina, regia di Luigi Comencini (1982)
- Mi manda Picone, regia di Nanni Loy (1984)
- La venexiana, regia di Mauro Bolognini (1985)
- Le due vite di Mattia Pascal, regia di Mario Monicelli (1985)
- I soliti ignoti vent'anni dopo, regia di Amanzio Todini (1986)
- Italiani a Rio, regia di Michele Massimo Tarantini (1987)
- Le vie del Signore sono finite, regia di Massimo Troisi (1987)
- Lo zio indegno, regia di Franco Brusati (1989)
- La settimana della Sfinge, regia di Daniele Luchetti (1990)
- Marcellino, regia di Luigi Comencini (1991)
- Maniaci sentimentali, regia di Simona Izzo (1993)
- Mille bolle blu, regia di Leone Pompucci (1993)
- L'uomo delle stelle, regia di Giuseppe Tornatore (1995)
- A Dio piacendo, regia di Filippo Altadonna (1996)
- I vesuviani, regia di Antonio Capuano (1997)
- Grazie di tutto, regia di Luca Manfredi (1998)
- Il grande botto, regia di Leone Pompucci (2000)
- Stregati dalla luna, regia di Pino Ammendola (2001)
- La moglie del sarto, regia di Massimo Scaglione (2012)
- A.N.I.M.A., regia di Pino Ammendola e Rosario Montesanti (2019)

### Televisione
- Quick magic, regia di F. Balestra (1986)
- Tutti in palestra, regia di Vittorio De Sisti (1987)
- L'ombra nera del Vesuvio, regia di Steno (1987)
- Turno di notte, regia di Dario Argento (1987)
- La squadra, regia di Giorgio Molteni (2000)
- Subbuglio (Rai 1, 2000)
- Lo zio d'America, regia di Rossella Izzo (2002)
- La squadra (2004)
- Il commissario Montalbano ep. La pazienza del ragno, regia di Alberto Sironi (2006)

## Teatro
- Il brodo primordiale, regia di Riccardo Pazzaglia (1989)

## Riconoscimenti
- Nastro d'argento
  - 1997 – Candidatura alla migliore attrice protagonista per I vesuviani